# استفانو مادیا
استفانو مادیا (ایتالیایی: Stefano Madia؛ ‏ ۳۱ دسامبر ۱۹۵۴ – ۱۶ دسامبر ۲۰۰۴) بازیگر اهل ایتالیا بود.
از فیلم‌هایی که وی در آن نقش داشته‌است می‌توان به پدر عزیز، زندگی زیباست اشاره کرد.